# Albert Henry Collings
Pour les articles homonymes, voir Collings.
Albert Henry Collings, né à Londres en 1868 et mort le 6 mai 1947 à Buxton (Derbyshire), est un peintre britannique.

## Biographie
Il obtient une médaille de 3e classe au Salon des artistes français en 1907 et y expose en 1929 la toile A la Pompadour.

## Galerie

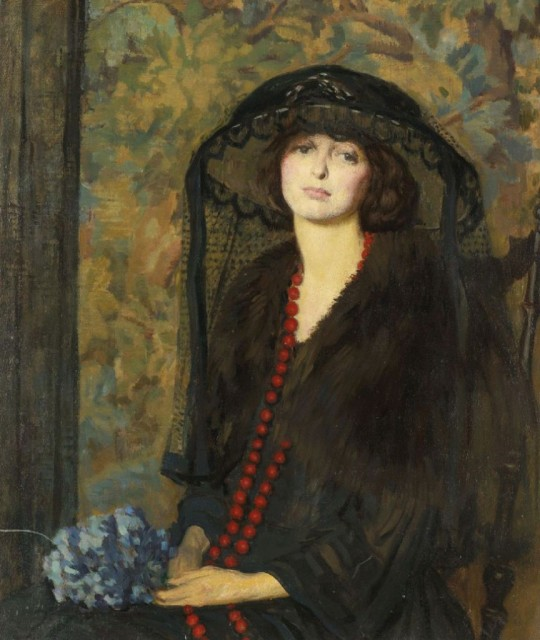
Portrait
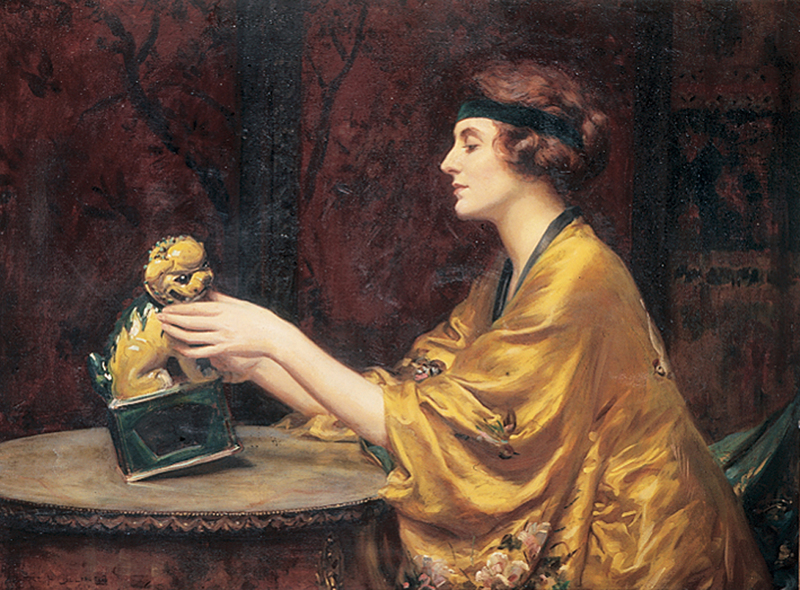
Kimono and Kylin
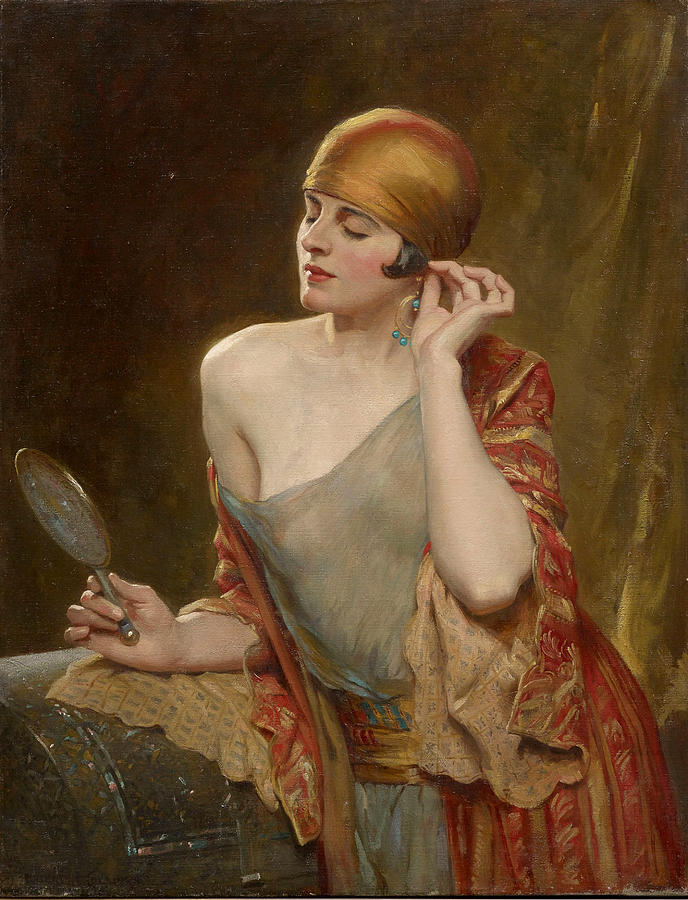
The studio mirror
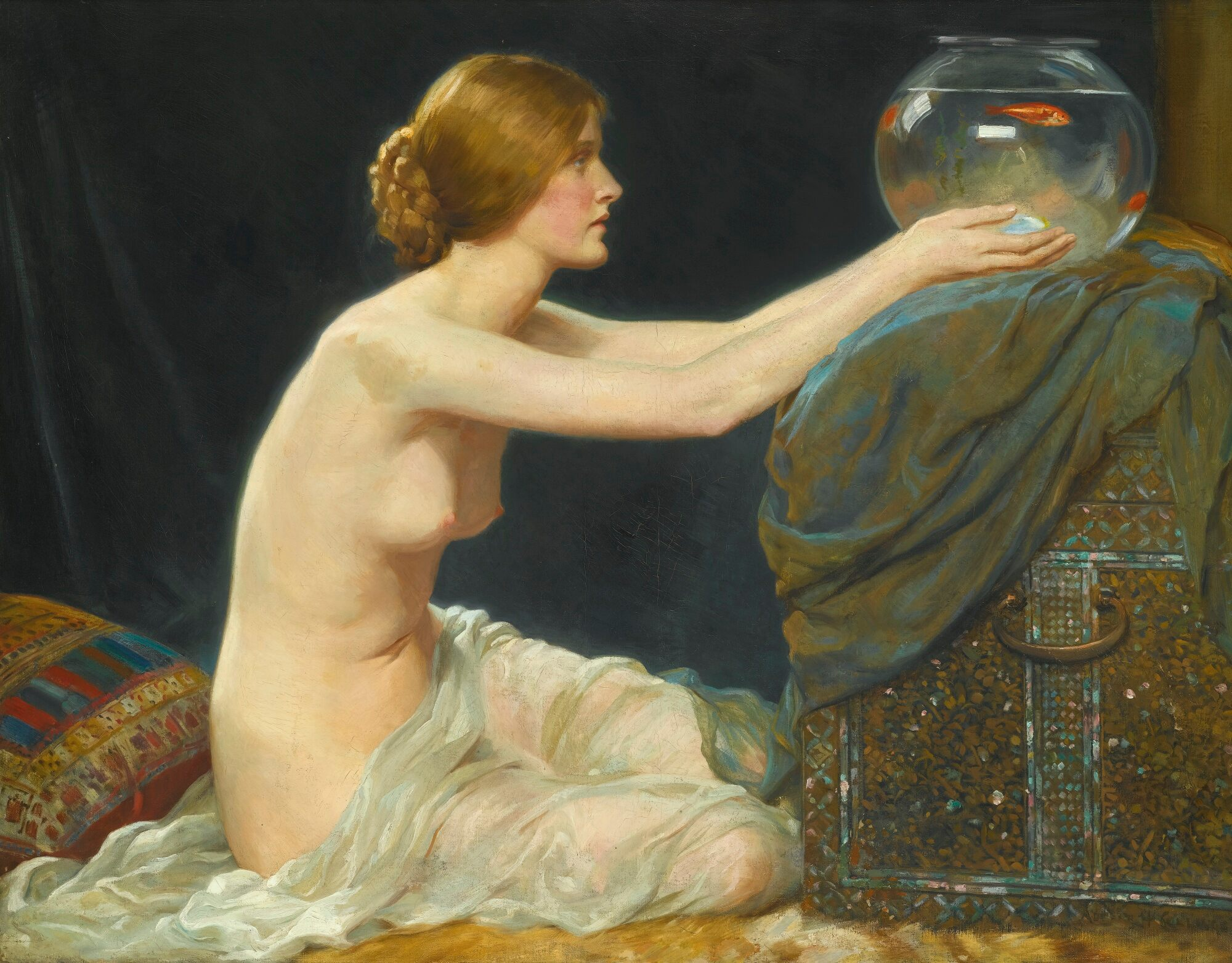
The fish bowl
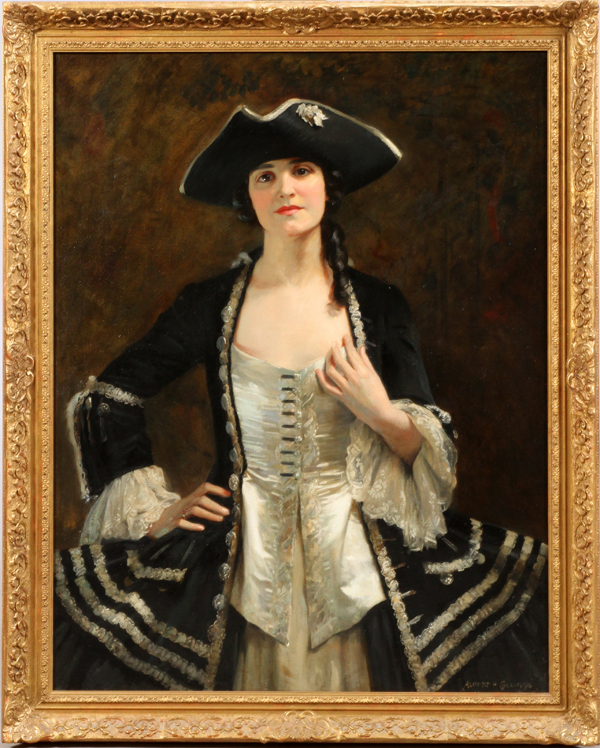
Corsaire
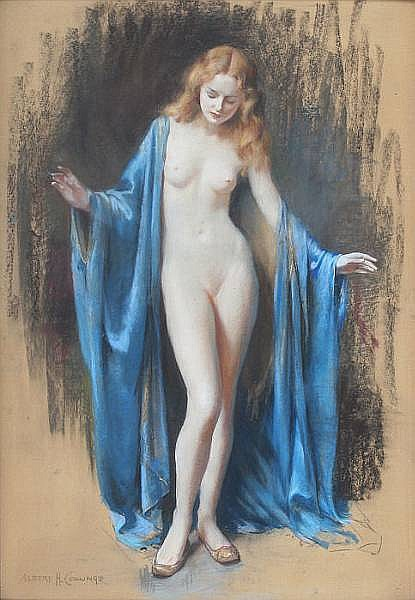
Nu en peignoir bleu
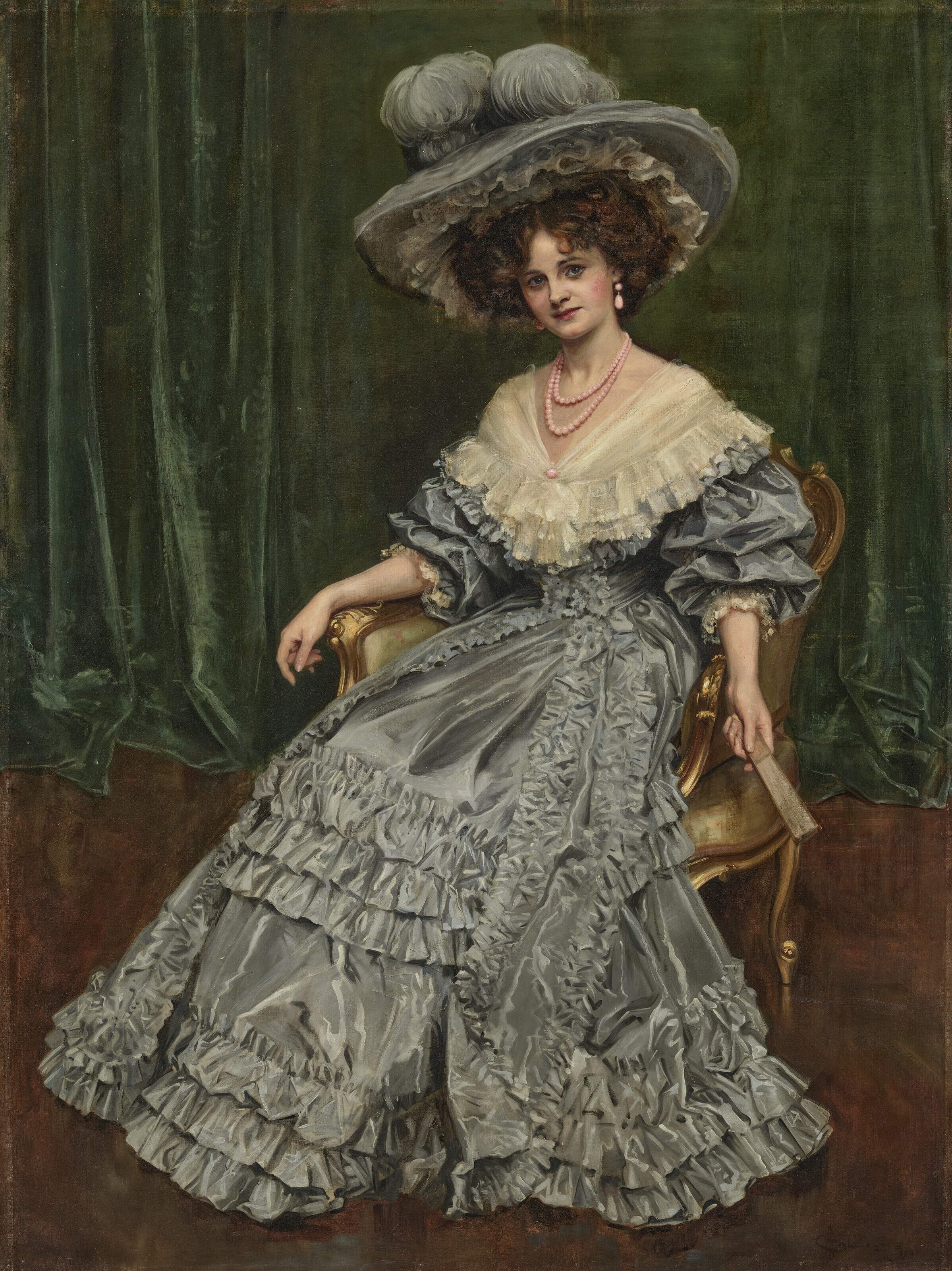
Portrait de Gertie Millar, 1905
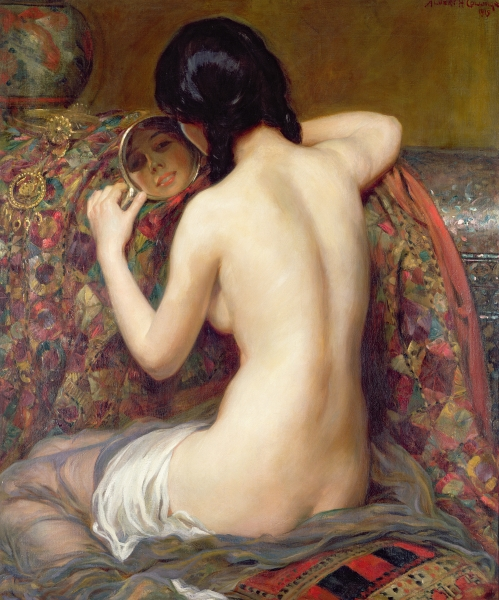
A reflection (1919)